# Финал Кубка шотландской лиги 2010
Финал Кубка шотландской лиги 2010 года — финальный поединок розыгрыша Кубка шотландской лиги сезона 2009/10, в котором встречались клубы «Сент-Миррен» и «Рейнджерс». Матч состоялся 21 марта 2010 года на стадионе «Хэмпден Парк» в Глазго. Благодаря единственному мячу, забитому форвардом «джерс» Кенни Миллером, многократные чемпионы Шотландии праздновали победу с минимальным счётом 1:0.

## Путь к финалу

### «Сент-Миррен»
Старт «Сент-Миррена» пришёлся на Первый раунд турнира, где его оппонентом был «Ист Стерлингшир». Особых проблем «святые» не испытали, переиграв соперников со счётом 6:3. Пятью голами в поединке отметился ирландский нападающий клуба из Пейсли Билли Мехмет. В следующем раунде «святые» отправились на стадион «Сомерсет Парк» в гости к «Эйр Юнайтед». На 25-й минуте поединка ворота «честных людей» поразил игрок «Сент-Миррена» Майкл Хигдон, а уже в дополнительное время окончательный счёт установил Билли Мехмет — 2:0. В Третьем раунде и четвертьфинале «святые» поочерёдно победили «Килмарнок» и «Мотеруэлл», соответственно. Полуфинал, где «Сент-Миррен» встречался с «Харт оф Мидлотиан», получился очень напряжённым. Команды обменивались острыми атаками, но до взятия ворот дело не доходило. Лишь на 51-й минуте Мехмет забил свой восьмой гол в розыгрыше Кубка лиги. После пропущенного мяча «хартс» усилили натиск на ворота «святых», однако те смогли удержать приемлемый для себя счёт до окончания матча.
| Раунд         | Дата             | Принимающая команда | Гостевая команда | Счёт |
| ------------- | ---------------- | ------------------- | ---------------- | ---- |
| Первый раунд  | 2 августа 2009   | Ист Стерлинг        | Сент-Миррен      | 3:6  |
| Второй раунд  | 26 августа 2009  | Эйр Юнайтед         | Сент-Миррен      | 0:2  |
| Третий раунд  | 22 сентября 2009 | Килмарнок           | Сент-Миррен      | 1:2  |
| Четвертьфинал | 27 октября 2009  | Сент-Миррен         | Мотеруэлл        | 3:0  |
| Полуфинал     | 2 февраля 2010   | Харт оф Мидлотиан   | Сент-Миррен      | 0:1  |

### «Рейнджерс»
«Рейнджерс», как участник еврокубков, начал свой турнирный путь с Третьего раунда розыгрыша. Первым соперником «джерс» был клуб Первого дивизиона Шотландии «Куин оф зе Саут». Эта была первая встреча команд с 2008 года, когда эти же коллективы сошлись в финале национального Кубка. Уже на 16-й минуте футболист глазговцев Стивен Нейсмит открыл счёт после подачи своего одноклубника Криса Бойда. Вышедший на замену Начо Ново за десять минут до конца поединка удвоил преимущество «Рейнджерс». Уже в добавленное время один мяч смог сквитать воспитанник «джерс» Роберт Харрис. В итоге 2:1 — победа «Рейнджерс». В четвертьфинале глазговцы переиграли «Данди» со счётом 3:1. К 30-й минуте команды обменялись голами — на мяч защитника «джерс» Стивена Уиттакера «тёмно-синие» ответили точным результативным ударом Ли Гриффитса. Во втором тайме свои ворота поразил игрок «Данди» Гэри Маккензи, а за пять минут до конца поединка окончательный счёт установил форвард «Рейнджерс» Джон Флек. Полуфинальный поединок против «Сент-Джонстона» стал для глазговцев лёгким барьером. Уже к 37-й минуте благодаря голам Стивена Дэвиса и Ли Маккаллоха «джерс» вели 2:0. Этот счёт не изменился до конца матча.
| Раунд         | Дата             | Принимающая команда | Гостевая команда | Счёт |
| ------------- | ---------------- | ------------------- | ---------------- | ---- |
| Третий раунд  | 23 сентября 2009 | Куин оф зе Саут     | Рейнджерс        | 1:2  |
| Четвертьфинал | 27 октября 2009  | Данди               | Рейнджерс        | 1:3  |
| Полуфинал     | 3 февраля 2010   | Рейнджерс           | Сент-Джонстон    | 2:0  |

## Матч

### Новости команд
Из-за различных травм в матче не смогли принять участие игроки «Сент-Миррена» — защитник Крис Айннс (разрыв мускула аддуктора) и форвард Том Брайтон (повреждение колена). Также встречу был вынужден наблюдать с трибун футболист «святых» Рори Лой, находившийся в стане «святых» на правах аренды из «Рейнджерс».
«Джерс» в свою очередь также понесли ряд потерь. По причине травмы подколенного сухожилия финальный матч пропустили защитники Маджид Бугерра и Кирк Бродфут. 20 марта наставник глазговцев Уолтер Смит объявил, что место в воротах займёт запасной вратарь «Рейнджерс» Нил Александер, проведший большинство поединков текущего розыгрыша Кубка лиги. Также главный тренер «джерс» высказывал опасения в том, что по болезни в матче не сможет принять участие центральный полузащитник его команды Стивен Дэвис, однако североирландец смог выйти на поле и провёл один тайм.

### Отчёт о матче
| Сент-Миррен | 0:1      | Рейнджерс  |
| ----------- | -------- | ---------- |
|             | Протокол | Миллер 84′ |

| Сент-Миррен | Рейнджерс |

| СЕНТ-МИРРЕН:    |    |                  |     |     |
|                 |    |                  |     |     |
| GK              | 1  | Пол Галлахер     |     |     |
| RWB             | 2  | Джек Росс        |     |     |
| CB              | 5  | Ли Мэйр          | 57' |     |
| CB              | 6  | Джон Поттер (к)  |     |     |
| CB              | 4  | Дэвид Баррон     |     |     |
| LWB             | 3  | Грэм Кэри        |     |     |
| CM              | 8  | Хью Мюррей       | 19' | 60' |
| CM              | 7  | Стивен Томсон    |     |     |
| CM              | 8  | Гарри Брэди      | 67' | 85' |
| CF              | 9  | Билли Мехмет     |     | 70' |
| CF              | 11 | Майкл Хигдон     |     |     |
| Запасные:       |    |                  |     |     |
| GK              | 17 | Марк Говард      |     |     |
| DF              | 15 | Стивен Робб      |     |     |
| MF              | 16 | Энди Дорман      |     | 60' |
| FW              | 12 | Стивен О’Доннелл |     | 85' |
| FW              | 14 | Крейг Дарго      |     | 70' |
| Главный тренер: |    |                  |     |     |
| Гус Макферсон   |    |                  |     |     |

| РЕЙНДЖЕРС:      |    |                 |     |     |
|                 |    |                 |     |     |
| GK              | 25 | Нил Александер  |     |     |
| RB              | 16 | Стивен Уиттакер | 29' |     |
| CB              | 3  | Дэвид Уэйр (к)  |     |     |
| CB              | 66 | Дэнни Уилсон    | 71' |     |
| LB              | 5  | Саша Папац      |     |     |
| RM              | 7  | Стивен Дэвис    |     | 45' |
| CM              | 6  | Ли Маккаллох    | 73' |     |
| CM              | 8  | Кевин Томсон    | 53' |     |
| LM              | 10 | Начо Ново       |     | 89' |
| FW              | 9  | Крис Бойд       |     | 79' |
| FW              | 18 | Кенни Миллер    | 85' |     |
| Запасные:       |    |                 |     |     |
| GK              | 1  | Аллан Макгрегор |     |     |
| DF              | 26 | Стивен Смит     |     | 89' |
| MF              | 2  | Морис Эду       |     | 45' |
| LM              | 20 | Дамаркус Бизли  |     |     |
| FW              | 14 | Стивен Нейсмит  |     | 79' |
| Главный тренер: |    |                 |     |     |
| Уолтер Смит     |    |                 |     |     |

| Судейская бригада - Главный судья: Крейг Томсон - Лайнсмены - Мартин Крайанс - Джеймс Би - Четвёртый судья Брайан Уинтер | Регламент матча - 90 минут основного времени. - 30 минут овертайм в случае необходимости. - Послематчевые пенальти в случае необходимости. - Пять запасных с каждой стороны. - Максимальное количество замен — по три с каждой стороны. |

Расшифровка позиций:

GK — вратарь; RB — правый защитник; СВ — центральный защитник; LB — левый защитник; SW — свипер (свободный защитник); RM — правый полузащитник; CM — центральный полузащитник; LM — левый полузащитник; AM — атакующий полузащитник; SS — оттянутый нападающий; CF — центральный нападающий; DF — защитник; MF — полузащитник; FW — нападающий.

### Статистика
|                  | Сент-Миррен | Рейнджерс |
| ---------------- | ----------- | --------- |
| Голов забито     | 0           | 1         |
| Всего ударов     | 11          | 14        |
| Ударов в створ   | 3           | 4         |
| Владение мячом   | 65 %        | 35 %      |
| Угловые          | 9           | 2         |
| Нарушения        | 23          | 11        |
| Офсайды          | 0           | 0         |
| Жёлтые карточки  | 3           | 3         |
| Красные карточки | 0           | 2         |

## Освещение турнира СМИ
В Великобритании финальный поединок был показан в прямом эфире на телеканале «BBC One Scotland». Помимо этого радиотрансляции матча велись на станциях «BBC Radio Scotland», «BBC Radio nan Gàidheal» и «BBC Radio 5 Live Sports Extra».
В Ирландии решающая игра Кубка шотландской лиги сезона 2009/10 транслировалась телерадиокомпанией «Setanta Ireland».